# Popis vrsta roda Ranunculus
Popis vrsta roda Ranunculus
1. Ranunculus abbaianus Dunkel
2. Ranunculus abchasicus Freyn
3. Ranunculus abditus (Markl.) Ericsson
4. Ranunculus aberdaricus Ulbr.
5. Ranunculus abnormis Cutanda & Willk.
6. Ranunculus abortificus (Julin) Ericsson
7. Ranunculus abortivus L.
8. Ranunculus abstrusus O.Schwarz
9. Ranunculus acarpellophorus (Julin) Ericsson
10. Ranunculus acaulis Banks & Sol. ex DC.
11. Ranunculus accedens (Markl.) Ericsson
12. Ranunculus acetosellifolius Boiss.
13. Ranunculus acidotus (Markl.) Ericsson
14. Ranunculus acinaciformis (Fagerstr.) Ericsson
15. Ranunculus aconitifolius L.
16. Ranunculus acraeus Heenan & P.J.Lockh.
17. Ranunculus acrifoliiformis (Julin) Ericsson
18. Ranunculus acrifolius (Nannf. & Harry Sm.) Ericsson
19. Ranunculus acriformis A.Gray
20. Ranunculus acris L.
21. Ranunculus acrophilus B.G.Briggs
22. Ranunculus acuistylus (Julin) Ericsson
23. Ranunculus acutidens (Markl.) Ericsson
24. Ranunculus acutidentiformis (Rasch) Ericsson
25. Ranunculus acutimammus (Julin) Ericsson
26. Ranunculus acutipartitus (Julin) Ericsson
27. Ranunculus acutiserratus (Julin) Ericsson
28. Ranunculus acutissimus A.C.Leslie
29. Ranunculus acutiusculus (Markl.) Ericsson
30. Ranunculus acutulans (Markl.) Ericsson
31. Ranunculus adamastus Christenh. & Byng
32. Ranunculus adoneus A.Gray
33. Ranunculus adoxifolius Hand.-Mazz.
34. Ranunculus adunans (Markl.) Ericsson
35. Ranunculus aduncus Gren.
36. Ranunculus aemulans O.Schwarz
37. Ranunculus aequalis (Julin) Ericsson
38. Ranunculus aequidens (Julin) Ericsson
39. Ranunculus aequilaterus A.C.Leslie
40. Ranunculus afzelii (Rasch) Ericsson
41. Ranunculus agynophorus (Julin) Ericsson
42. Ranunculus akkemensis Polozhij & Revjakina
43. Ranunculus alaiensis Ostenf.
44. Ranunculus alberti Regel & Schmalh.
45. Ranunculus albertsonii (Julin) Ericsson
46. Ranunculus alcicornis (Julin) Ericsson
47. Ranunculus alismifolius Geyer ex Benth.
48. Ranunculus allegheniensis Britton
49. Ranunculus allemannii Braun-Blanq.
50. Ranunculus allenii B.L.Rob.
51. Ranunculus almquistii (Julin) Ericsson
52. Ranunculus alnetorum W.Koch
53. Ranunculus × alopecuroides (Greene) Christenh. & Byng
54. Ranunculus alpestris L.
55. Ranunculus alpigenus Kom.
56. Ranunculus alsaticus W.Koch
57. Ranunculus alsophilus (Markl.) Ericsson
58. Ranunculus altaicus Laxm.
59. Ranunculus alticaulis (Markl.) Ericsson
60. Ranunculus altilobus (Markl.) Ericsson
61. Ranunculus altior Markl.
62. Ranunculus altitatrensis Paclová & Murín
63. Ranunculus altitorus (Markl.) Ericsson
64. Ranunculus altus Garn.-Jones
65. Ranunculus amabilis (Valta) Ericsson
66. Ranunculus amaurophanes (Markl.) Ericsson
67. Ranunculus ambigens S.Watson
68. Ranunculus amblyodon (Markl.) Ericsson
69. Ranunculus amblyolobus Boiss. & Hohen.
70. Ranunculus ambranus Hörandl & Gutermann
71. Ranunculus ameres Ericsson & L.P.Kvist
72. Ranunculus amerophylloides H.Eichler
73. Ranunculus amerophyllus F.Muell.
74. Ranunculus amgensis Timokhina
75. Ranunculus amoeniflorus (Markl.) Ericsson
76. Ranunculus amoenifrons (Markl.) Ericsson
77. Ranunculus amoenoviridis (Julin) Ericsson
78. Ranunculus amphitrichus Colenso
79. Ranunculus amplexicaulis L.
80. Ranunculus amplidens (Markl.) Ericsson
81. Ranunculus amplisinus (Markl.) Ericsson
82. Ranunculus amplus N.G.Walsh & B.G.Briggs
83. Ranunculus amurensis Kom.
84. Ranunculus anandrophyllus (Julin) Ericsson
85. Ranunculus anandrus (Julin) Ericsson
86. Ranunculus anatolicus Akkemik, Akalin & Özhatay
87. Ranunculus ancorifolius (Julin) Ericsson
88. Ranunculus andersonii A.Gray
89. Ranunculus anemoneus F.Muell.
90. Ranunculus anemonifolius DC.
91. Ranunculus anemonophyllus (Hyl.) Ericsson
92. Ranunculus angularis A.C.Leslie
93. Ranunculus angulatus C.Presl
94. Ranunculus angustanus Pignatti
95. Ranunculus angustatus (Markl.) Ericsson
96. Ranunculus angustidens (Markl.) Ericsson
97. Ranunculus angustifidus (Julin) Ericsson
98. Ranunculus angustilobulus (Julin) Ericsson
99. Ranunculus angustior (Markl.) Ericsson
100. Ranunculus angustipetalus Merr. & L.M.Perry
101. Ranunculus angustiscutatus A.C.Leslie
102. Ranunculus angustitorus (Julin) Ericsson
103. Ranunculus angustus (Julin) Ericsson
104. Ranunculus anisodon (Markl.) Ericsson
105. Ranunculus anisophyllus (Markl.) Ericsson
106. Ranunculus antygodon (Markl. ex Fagerstr.) Ericsson
107. Ranunculus antygophyllus (Markl.) Ericsson
108. Ranunculus aotearoanus Christenh. & Byng
109. Ranunculus apenninus (Chiov.) Pignatti
110. Ranunculus apertiformis (Julin) Ericsson
111. Ranunculus apertisinus (Julin) Ericsson
112. Ranunculus apertus (Markl. & Julin) Ericsson
113. Ranunculus apheles (Markl.) Ericsson
114. Ranunculus apiculatus (Fagerstr.) Ericsson
115. Ranunculus apiifolius Pers.
116. Ranunculus appropinquans (Markl. ex Fagerstr.) Ericsson
117. Ranunculus aquatilis L.
118. Ranunculus arachnoideus C.A.Mey.
119. Ranunculus archangelicus Fagerstr. ex Sennikov
120. Ranunculus arcogoticus Dunkel
121. Ranunculus arcticus Richardson
122. Ranunculus arctophilus (Markl. ex Fagerstr. & G.Kvist) Ericsson
123. Ranunculus arcuiformans (Julin) Ericsson
124. Ranunculus argillicola A.C.Leslie
125. Ranunculus argoviensis W.Koch
126. Ranunculus argyreus Boiss.
127. Ranunculus ariodon (Julin) Ericsson
128. Ranunculus aristatus (B.Boivin) Christenh. & Byng
129. Ranunculus arizonicus Lemmon. ex A.Gray
130. Ranunculus armingfordensis A.C.Leslie
131. Ranunculus arschantynicus Kamelin, Shmakov & S.V.Smirn.
132. Ranunculus arvensis L.
133. Ranunculus arvidii (Fagerstr.) Ericsson
134. Ranunculus arwidssonii (Julin) Ericsson
135. Ranunculus ashibetsuensis Wiegleb
136. Ranunculus asiaticus L.
137. Ranunculus asplundii (Julin) Ericsson
138. Ranunculus asterodes (Markl. ex Fagerstr.) Ericsson
139. Ranunculus asymmetrus (Julin) Ericsson
140. Ranunculus atlanticus Ball
141. Ranunculus atriviolascens (Markl.) Ericsson
142. Ranunculus atrovirens (Markl. ex Fagerstr.) Ericsson
143. Ranunculus attenuans (Julin) Ericsson
144. Ranunculus attenuilobus A.C.Leslie
145. Ranunculus attingens (Markl.) Ericsson
146. Ranunculus aucheri Boiss.
147. Ranunculus aurasiacus Pomel
148. Ranunculus aureopetalus Kom.
149. Ranunculus auricomiformis Soó
150. Ranunculus auricomus L.
151. Ranunculus aurosulus (Markl.) Ericsson
152. Ranunculus austro-oreganus L.D.Benson
153. Ranunculus austrokarelicus (Fagerstr.) Ericsson
154. Ranunculus austroslovenicus Dunkel
155. Ranunculus × bachii Wirtg.
156. Ranunculus badachschanicus Ovcz. & Kochk.
157. Ranunculus baeckii (Fagerstr. & G.Kvist) Ericsson
158. Ranunculus baguetii (Demarsin) Ericsson
159. Ranunculus baidarae Rupr.
160. Ranunculus balangshanicus W.T.Wang
161. Ranunculus balatonensis Soó
162. Ranunculus baldensis Dunkel
163. Ranunculus baldschuanicus Regel ex Kom.
164. Ranunculus balikunensis J.G.Liou
165. Ranunculus balkharicus N.Busch
166. Ranunculus bamianicus Podlech
167. Ranunculus bangii Lourteig
168. Ranunculus banguoensis L.Liu
169. Ranunculus bariscianus Dunkel
170. Ranunculus basilobatus H.Eichler ex P.Royen
171. Ranunculus basitruncatus Borch.-Kolb
172. Ranunculus bathyodon (Markl. ex Fagerstr.) Ericsson
173. Ranunculus batrachioides Pomel
174. Ranunculus baudotii Godr.
175. Ranunculus × baughanii Petrie
176. Ranunculus bayerae Borch.-Kolb
177. Ranunculus bekesensis Soó
178. Ranunculus bellicrenatus (Markl.) Ericsson
179. Ranunculus belliflorus Ericsson
180. Ranunculus bellulus (Julin) Ericsson
181. Ranunculus bellus Merr. & L.M.Perry
182. Ranunculus bequaertii De Wild.
183. Ranunculus beregensis Soó
184. Ranunculus bergeri W.Koch ex Brodtb.
185. Ranunculus berggrenii Petrie
186. Ranunculus bernatskyanus Soó
187. Ranunculus biclaterae Dunkel
188. Ranunculus bicolor (Julin) Ericsson
189. Ranunculus bidens H.Eichler ex P.Royen
190. Ranunculus biformis W.Koch
191. Ranunculus bikramii Aswal & Mehrotra
192. Ranunculus bilobus Bertol.
193. Ranunculus binatus Kit. ex Rchb.
194. Ranunculus bingoeldaghensis Engin
195. Ranunculus biternatus Sm.
196. Ranunculus blandus (Markl.) Ericsson
197. Ranunculus blumei Steud.
198. Ranunculus boecheri (Fagerstr. & G.Kvist) Ericsson
199. Ranunculus boldtii (Markl.) Ericsson
200. Ranunculus bonariensis Poir.
201. Ranunculus borbasianus Soó
202. Ranunculus borchers-kolbiae Ericsson
203. Ranunculus boreigenus (Markl.) Ericsson
204. Ranunculus boreoapenninus Pignatti
205. Ranunculus botschantzevii Ovcz.
206. Ranunculus bottnicus Ericsson
207. Ranunculus bovioi Dunkel
208. Ranunculus brabantianus (Demarsin) Ericsson
209. Ranunculus brachygonophorus (Julin) Ericsson
210. Ranunculus brachylobus Boiss. & Hohen.
211. Ranunculus brachyphyllarius (Markl.) Ericsson
212. Ranunculus brachyschides (Julin) Ericsson
213. Ranunculus brassii H.Eichler
214. Ranunculus braun-blanquetii Pignatti
215. Ranunculus brevidens (Julin) Ericsson
216. Ranunculus brevifidus (Julin) Ericsson
217. Ranunculus brevifolius Ten.
218. Ranunculus brevis Garn.-Jones
219. Ranunculus breviscapus DC.
220. Ranunculus brevistylus (Julin) Ericsson
221. Ranunculus brewisiae A.C.Leslie
222. Ranunculus breyninus Crantz
223. Ranunculus brotherusii Freyn
224. Ranunculus brunnescens (Markl.) Ericsson
225. Ranunculus brunnescentoides Dunkel
226. Ranunculus brutius Ten.
227. Ranunculus buchananii Hook.f.
228. Ranunculus × buchlyallii Allan
229. Ranunculus buchoniae Dunkel
230. Ranunculus budaianus Soó
231. Ranunculus budensis Soó
232. Ranunculus buekkensis Soó
233. Ranunculus buhsei Boiss.
234. Ranunculus bulbillifer Boiss. & Hohen.
235. Ranunculus bulbosus L.
236. Ranunculus bullatus L.
237. Ranunculus bungei Steud.
238. Ranunculus bupleuroides Brot.
239. Ranunculus cabrerensis Rothm.
240. Ranunculus cacuminis Strid & Papan.
241. Ranunculus cadmicus Boiss.
242. Ranunculus caespitans (Hyl. & Nannf.) Ericsson
243. Ranunculus caespitosulus (Julin) Ericsson
244. Ranunculus cajanderi (Fagerstr.) Ericsson
245. Ranunculus calandrinioides Oliv.
246. Ranunculus calapius Dunkel
247. Ranunculus californicus Benth.
248. Ranunculus caliginosus (Markl.) Ericsson
249. Ranunculus callianthus Molloy & Heenan
250. Ranunculus callimorphoides (Markl.) Ericsson
251. Ranunculus callimorphus (Markl.) Ericsson
252. Ranunculus calliodon (Markl.) Ericsson
253. Ranunculus caloschistus (Markl.) Ericsson
254. Ranunculus calvescens (Harry Sm. ex Fagerstr. & G.Kvist) Ericsson
255. Ranunculus calvitorus A.C.Leslie
256. Ranunculus campanulatus (Julin) Ericsson
257. Ranunculus canaster (Julin) Ericsson
258. Ranunculus canastriformis (Julin) Ericsson
259. Ranunculus cancrifolius (Rasch) Ericsson
260. Ranunculus cangshanicus W.T.Wang
261. Ranunculus cantabrigiensis A.C.Leslie
262. Ranunculus cantoniensis DC.
263. Ranunculus canus Benth.
264. Ranunculus capellaensis P.Royen
265. Ranunculus cappadocicus Willd.
266. Ranunculus caprarum Skottsb.
267. Ranunculus cardiophyllus Hook.
268. Ranunculus carinthiacus Hoppe
269. Ranunculus carlittensis (Sennen) Grau
270. Ranunculus carnosulus (Harry Sm.) Ericsson
271. Ranunculus caroli Christoph.
272. Ranunculus caroli-frederici (Fagerstr. & G.Kvist) Ericsson
273. Ranunculus carolinianus DC.
274. Ranunculus carpaticola Soó
275. Ranunculus carpaticus Herbich
276. Ranunculus carpinetorum Hörandl & Gutermann
277. Ranunculus carsei Petrie
278. Ranunculus cassubicifolius W.Koch
279. Ranunculus cassubiciformis Soó
280. Ranunculus cassubicus L.
281. Ranunculus catharinensis Lourteig
282. Ranunculus caucasicus M.Bieb.
283. Ranunculus caulescens H.Eichler
284. Ranunculus cebennensis Dunkel
285. Ranunculus cedercreutzii (Markl.) Ericsson
286. Ranunculus celebicus H.Eichler
287. Ranunculus ceramensis H.Eichler
288. Ranunculus chaerophyllos L.
289. Ranunculus changpingensis W.T.Wang
290. Ranunculus chasii Dunkel
291. Ranunculus cheesemanii Kirk
292. Ranunculus cheirophyllus Hayata
293. Ranunculus cherubicus (J.A.Sánchez Rodr., M.J.Elías & M.A.Martín) Fern.Prieto, Sanna, M.Pérez & Cires
294. Ranunculus chilensis DC.
295. Ranunculus chinghoensis L.Liu
296. Ranunculus chionophilus Boiss.
297. Ranunculus chius DC.
298. Ranunculus chlorellus (Nannf.) Ericsson
299. Ranunculus chodzhamastonicus Ovcz. & Junussov
300. Ranunculus chondrodes Pomel
301. Ranunculus chongzhouensis W.T.Wang
302. Ranunculus chopericus Tzvelev
303. Ranunculus chordorhizos Hook.f.
304. Ranunculus × chrysanthus Brügger
305. Ranunculus chrysoleptos Brodtb. & Dunkel
306. Ranunculus chuanchingensis L.Liu
307. Ranunculus cicutarius Schltdl.
308. Ranunculus cinereoviridis (Julin) Ericsson
309. Ranunculus circinans (Julin) Ericsson
310. Ranunculus circinatifrons (Markl.) Ericsson
311. Ranunculus circinatus Sibth.
312. Ranunculus clariflorus (Markl. ex Fagerstr.) Ericsson
313. Ranunculus claudiopolitanus Soó
314. Ranunculus clavulifer (Julin) Ericsson
315. Ranunculus clethraphilus Litard.
316. Ranunculus clivicola B.G.Briggs
317. Ranunculus clypeatus (Ulbr.) Lourteig
318. Ranunculus coacervatus Merr. & L.M.Perry
319. Ranunculus × cobelliorum Murr ex Dalla Torre & Sarnth.
320. Ranunculus cochlearifer Dunkel
321. Ranunculus codyanus B.Boivin
322. Ranunculus coleophorus (Julin) Ericsson
323. Ranunculus collanderi (Markl.) Ericsson
324. Ranunculus collicola Menadue
325. Ranunculus collinus R.Br. ex DC.
326. Ranunculus colonorum Endl.
327. Ranunculus combertonensis A.C.Leslie
328. Ranunculus commemorans (Markl. ex Fagerstr.) Ericsson
329. Ranunculus compar (Markl. ex Fagerstr.) Ericsson
330. Ranunculus completus A.C.Leslie
331. Ranunculus complicatus Kit.
332. Ranunculus compluridens (Julin) Ericsson
333. Ranunculus concavus (Julin) Ericsson
334. Ranunculus concinnatus Schott
335. Ranunculus concinnifolius (Julin) Ericsson
336. Ranunculus concinnifrons (Julin) Ericsson
337. Ranunculus concordans (Markl.) Ericsson
338. Ranunculus concretus (Julin) Ericsson
339. Ranunculus confervoides (Fr.) Fr.
340. Ranunculus confinis (Markl.) Ericsson
341. Ranunculus coniformis (Julin) Ericsson
342. Ranunculus conjugens Markl. ex Ericsson
343. Ranunculus connectens (Markl.) Ericsson
344. Ranunculus consectus (Julin) Ericsson
345. Ranunculus consimilis H.Eichler
346. Ranunculus conspicuidens A.C.Leslie
347. Ranunculus conspicuus A.L.Ebel & Schegol.
348. Ranunculus constans Haas
349. Ranunculus constantinopolitanus (DC.) d'Urv.
350. Ranunculus contegens Dunkel
351. Ranunculus contiguilobus A.C.Leslie
352. Ranunculus convexilobus A.C.Leslie
353. Ranunculus convexiusculus Kovalevsk.
354. Ranunculus cordiger Viv.
355. Ranunculus coriaceus W.Koch ex Dunkel
356. Ranunculus cornutus DC.
357. Ranunculus cortusifolius Willd.
358. Ranunculus corylisinus (Julin) Ericsson
359. Ranunculus cosmophyllus Ericsson
360. Ranunculus crassicaulis (Demarsin) Ericsson
361. Ranunculus crassifolius (Rupr.) Grossh.
362. Ranunculus crassilobus A.C.Leslie
363. Ranunculus crassipes Hook.f.
364. Ranunculus crassitruncus (Fagerstr.) Ericsson
365. Ranunculus crassiusculus (Markl.) Ericsson
366. Ranunculus crassus (Julin) Ericsson
367. Ranunculus crateris P.H.Davis
368. Ranunculus crebridens (Markl.) Ericsson
369. Ranunculus crenatolobus Hörandl & Gutermann
370. Ranunculus crenatus Waldst. & Kit.
371. Ranunculus crenifer (Julin) Ericsson
372. Ranunculus crenifolius (Julin) Ericsson
373. Ranunculus creticus L.
374. Ranunculus crithmifolius Hook.f.
375. Ranunculus crosbyi Cockayne
376. Ranunculus crucilobus H.Lév.
377. Ranunculus crymophilus Boiss. & Hohen.
378. Ranunculus cryptanthus Milne-Redh. & Turrill
379. Ranunculus cuneaticans (Julin) Ericsson
380. Ranunculus cuneifolius Maxim.
381. Ranunculus cupreus Boiss. & Heldr.
382. Ranunculus cupulatus (S.Watson) Christenh. & Byng
383. Ranunculus curvatus (Julin) Ericsson
384. Ranunculus curvicaulis (Julin) Ericsson
385. Ranunculus curvilobus A.C.Leslie
386. Ranunculus cyclocarpus Pamp.
387. Ranunculus cymbalariifolius Balb. ex Moris
388. Ranunculus cyprius (Boiss.) Chrtek & B.Slavík
389. Ranunculus cytheraeus (Halácsy) Baldini
390. Ranunculus czimganicus Ovcz.
391. Ranunculus czywczynensis Jasiewicz
392. Ranunculus dactylophylloides (Julin) Ericsson
393. Ranunculus dactylophyllus Borch.-Kolb
394. Ranunculus daedalus (Markl.) Ericsson
395. Ranunculus dalechanensis Iranshahr & Rech.f.
396. Ranunculus dalensis A.C.Leslie
397. Ranunculus damascenus Boiss. & Gaill.
398. Ranunculus danubius Borch.-Kolb
399. Ranunculus dayiensis W.T.Wang
400. Ranunculus decandrus W.T.Wang
401. Ranunculus decorifactus (Julin) Ericsson
402. Ranunculus decorus (Markl. ex Fagerstr.) Ericsson
403. Ranunculus decrescens (Julin) Ericsson
404. Ranunculus decurvus (Hook.f.) Melville
405. Ranunculus defectiflorus (Rasch) Ericsson
406. Ranunculus defectus (Markl.) Ericsson
407. Ranunculus deformis (Julin) Ericsson
408. Ranunculus degenii Kümmerle & Jáv.
409. Ranunculus deleniens (Markl.) Ericsson
410. Ranunculus delvosallei (Demarsin) Ericsson
411. Ranunculus demarsinii Ericsson
412. Ranunculus deminuens (Julin) Ericsson
413. Ranunculus demissus DC.
414. Ranunculus densiciliatus W.T.Wang
415. Ranunculus densipilus A.C.Leslie
416. Ranunculus deripovae Tzvelev
417. Ranunculus dialeptus (Markl.) Ericsson
418. Ranunculus dichotomus Moc. & Sessé ex DC.
419. Ranunculus dielsianus Ulbr.
420. Ranunculus diffusus DC.
421. Ranunculus × digeneus A.Kern. ex W.Huber
422. Ranunculus digitatifolius Jasiewicz
423. Ranunculus digitatus Hook.
424. Ranunculus dilatatus Ovcz.
425. Ranunculus dimidiatus (Julin) Ericsson
426. Ranunculus diminutus B.G.Briggs
427. Ranunculus dingjiensis L.Liu
428. Ranunculus diodon Ericsson
429. Ranunculus dispar (Markl.) Ericsson
430. Ranunculus dissectifolius F.Muell. ex Benth.
431. Ranunculus dissectus M.Bieb.
432. Ranunculus dissidens (Markl.) Ericsson
433. Ranunculus dissimilifolius (Julin) Ericsson
434. Ranunculus distans D.Don
435. Ranunculus distendens (Markl.) Ericsson
436. Ranunculus distrias Steud. ex A.Rich.
437. Ranunculus djuloeensis (Julin) Ericsson
438. Ranunculus doerrii Borch.-Kolb
439. Ranunculus dolichodontus A.C.Leslie
440. Ranunculus dolosus Fisch. & C.A.Mey.
441. Ranunculus domingensis Urb. & Ekman
442. Ranunculus dongrergensis Hand.-Mazz.
443. Ranunculus donianus Pritz.
444. Ranunculus dregei J.C.Manning & Goldblatt
445. Ranunculus duciformis (Julin) Ericsson
446. Ranunculus ducis (Julin) Ericsson
447. Ranunculus duoxionglashanicus W.T.Wang
448. Ranunculus dyris (Maire) H.Lindb.
449. Ranunculus dysandrus (Markl.) Ericsson
450. Ranunculus dysanthus (Julin) Ericsson
451. Ranunculus effingens (Markl.) Ericsson
452. Ranunculus egens (Markl.) Ericsson
453. Ranunculus egglestonii (Wooton & Standl.) Christenh. & Byng
454. Ranunculus eichlerianus B.G.Briggs
455. Ranunculus elatior (Fr.) Ericsson
456. Ranunculus elbrusensis Boiss.
457. Ranunculus elegans K.Koch
458. Ranunculus elegantifrons Hörandl & Gutermann
459. Ranunculus elenevskyi M.V.Sokolova
460. Ranunculus elisae Gamisans
461. Ranunculus ellipes (Markl.) Ericsson
462. Ranunculus elymaiticus Boiss. & Hausskn.
463. Ranunculus emersus (Fagerstr.) Ericsson
464. Ranunculus emmetrus (Markl.) Ericsson
465. Ranunculus emuricatus Majeed Kak
466. Ranunculus engelianus Dunkel
467. Ranunculus envalirensis Grau
468. Ranunculus enysii Kirk
469. Ranunculus epacrus (Markl.) Ericsson
470. Ranunculus erectidens (Julin) Ericsson
471. Ranunculus erectus (Julin) Ericsson
472. Ranunculus eriorrhizus Boiss. & Buhse
473. Ranunculus erythrogonius (Markl.) Ericsson
474. Ranunculus eryuanensis Erst
475. Ranunculus eschscholtzii Schltdl.
476. Ranunculus euanthemus (Markl.) Ericsson
477. Ranunculus eugyalus (Markl.) Ericsson
478. Ranunculus eumorphus (Markl.) Ericsson
479. Ranunculus euprepes (Markl.) Ericsson
480. Ranunculus euryanthes (Markl.) Ericsson
481. Ranunculus eurycaulos Lourteig
482. Ranunculus eurycolpus (Markl.) Ericsson
483. Ranunculus euryphyllarius (Markl.) Ericsson
484. Ranunculus euthygrammus (Markl.) Ericsson
485. Ranunculus eversii (Julin) Ericsson
486. Ranunculus evolutus (Julin) Ericsson
487. Ranunculus excellentis (Julin) Ericsson
488. Ranunculus excisus Dunkel
489. Ranunculus exiguidens (Markl.) Ericsson
490. Ranunculus exiguifrons (Cedercr.) Ericsson
491. Ranunculus expansus (Julin) Ericsson
492. Ranunculus extensus (Hook.f.) Schube ex Engl.
493. Ranunculus fagerstroemii (Markl.) Ericsson
494. Ranunculus falcatus L.
495. Ranunculus fallacifolius (Julin) Ericsson
496. Ranunculus fallacillus (Julin) Ericsson
497. Ranunculus fallax (Wimm. & Grab.) Sloboda
498. Ranunculus farraensis Dunkel & Poldini
499. Ranunculus farsicus Rech.f.
500. Ranunculus fascicularis Muhl. ex Bigelow
501. Ranunculus fasciculatus Sessé & Moc.
502. Ranunculus fasciculiflorus H.Eichler
503. Ranunculus × faurei Rouy & E.G.Camus
504. Ranunculus felixii H.Lév.
505. Ranunculus fenzlii Boiss.
506. Ranunculus feripes (Rasch) Ericsson
507. Ranunculus ferocior Dunkel
508. Ranunculus festivus (Markl.) Ericsson
509. Ranunculus fibrillosus K.Koch
510. Ranunculus ficaria L.
511. Ranunculus ficarioides Bory & Chaub.
512. Ranunculus filamentosus Wedd.
513. Ranunculus finodivisus Dunkel
514. Ranunculus fiorii Pignatti ex Soldano
515. Ranunculus firmicaulis (Markl.) Ericsson
516. Ranunculus firmulus (Markl.) Ericsson
517. Ranunculus fissifolius (Nannf. & Harry Sm.) Ericsson
518. Ranunculus flabellaris Raf.
519. Ranunculus flabellatus Desf.
520. Ranunculus flabellifolius Heuff. ex Rchb.
521. Ranunculus flabelliformis (Rasch) Ericsson
522. Ranunculus flabelloides (A.Nyár.) Soó
523. Ranunculus flagelliformis Sm.
524. Ranunculus flammula L.
525. Ranunculus flavidus (Hand.-Mazz.) C.D.K.Cook
526. Ranunculus fluitans Lam.
527. Ranunculus foliosus Kirk
528. Ranunculus fontanus C.Presl
529. Ranunculus formosa-montanus Ohwi
530. Ranunculus forreri Greene
531. Ranunculus forrestii (Hand.-Mazz.) Erst
532. Ranunculus forstfeldensis R.Engel ex Dunkel
533. Ranunculus fraelensis Dunkel
534. Ranunculus fragifer W.Koch ex Dunkel
535. Ranunculus fragilis (Julin) Ericsson
536. Ranunculus franchetii H.Boissieu
537. Ranunculus franconicus Dunkel
538. Ranunculus fraternus Schrenk
539. Ranunculus × fratrum Ulbr.
540. Ranunculus frigidurbis H.J.Lam
541. Ranunculus fuegianus Speg.
542. Ranunculus furcatifidus W.T.Wang
543. Ranunculus furvellus (Markl. ex Fagerstr.) Ericsson
544. Ranunculus fuscinus (Julin) Ericsson
545. Ranunculus fuscus (Julin) Ericsson
546. Ranunculus gainanensis P.Royen
547. Ranunculus galbanus (Markl.) Ericsson
548. Ranunculus ganeschinii Tzvelev
549. Ranunculus gaurii L.R.Dangwal & D.S.Rawat
550. Ranunculus gayeri Soó
551. Ranunculus geissertii R.Engel ex Dunkel
552. Ranunculus gelidus Kar. & Kir.
553. Ranunculus geminatus (Markl. ex Fagerstr.) Ericsson
554. Ranunculus geraniiformis Dunkel
555. Ranunculus geranioides Humb., Bonpl. & Kunth ex DC.
556. Ranunculus gharuensis Iranshahr & Rech.f.
557. Ranunculus giganteus Wedd.
558. Ranunculus gigas Lourteig
559. Ranunculus giordanoi F.Conti & Bartolucci
560. Ranunculus glaberrimus Hook.
561. Ranunculus glabricaulis (Hand.-Mazz.) L.Liu
562. Ranunculus glabrifolius Hook.
563. Ranunculus glabritorus (Julin) Ericsson
564. Ranunculus glacialiformis Hand.-Mazz.
565. Ranunculus glacialis L.
566. Ranunculus glaphyranthus (Fagerstr.) Ericsson
567. Ranunculus glareosus Hand.-Mazz.
568. Ranunculus glaucescens (Markl.) Ericsson
569. Ranunculus glaucus (Fagerstr.) Ericsson
570. Ranunculus glechomoides (Hyl.) Ericsson
571. Ranunculus glechomus Dunkel
572. Ranunculus globosus (Julin) Ericsson
573. Ranunculus glomifolius (Rasch) Ericsson
574. Ranunculus glossophorus (Julin) Ericsson
575. Ranunculus × glueckii A.Félix ex C.D.K.Cook
576. Ranunculus gmelinii DC.
577. Ranunculus gobicus Maxim.
578. Ranunculus godleyanus Hook.f.
579. Ranunculus golitzynii Tzvelev
580. Ranunculus gongheensis W.T.Wang
581. Ranunculus gongylodes A.C.Leslie
582. Ranunculus gonophyllus (Julin) Ericsson
583. Ranunculus gormanii Greene
584. Ranunculus gortanii Pignatti
585. Ranunculus gouanii Willd.
586. Ranunculus gracilicaulis (Cedercr.) Ericsson
587. Ranunculus gracilidens A.C.Leslie
588. Ranunculus gracilifolius (Julin) Ericsson
589. Ranunculus gracililobus A.C.Leslie
590. Ranunculus gracilior (Julin) Ericsson
591. Ranunculus gracilipes Hook.f.
592. Ranunculus gracilis E.D.Clarke
593. Ranunculus gracilistylus A.C.Leslie
594. Ranunculus gracillimus (Julin) Ericsson
595. Ranunculus graecensis Hörandl & Gutermann
596. Ranunculus grahamii Petrie
597. Ranunculus gramineus L.
598. Ranunculus granatensis Boiss.
599. Ranunculus grandiflorus L.
600. Ranunculus grandifolius C.A.Mey.
601. Ranunculus grandilobatus (Fagerstr.) Ericsson
602. Ranunculus grandis Honda
603. Ranunculus graniticola Melville
604. Ranunculus grayi Britton
605. Ranunculus gregalis (Markl.) Ericsson
606. Ranunculus gregarius Brot.
607. Ranunculus gripsholmiensis (Julin) Ericsson
608. Ranunculus grossidens W.Koch ex Brodtb.
609. Ranunculus guelzowiensis R.Doll
610. Ranunculus gueneri Ayasligil & P.H.Davis
611. Ranunculus gunnianus Hook.
612. Ranunculus gusmannii Humb. ex Caldas
613. Ranunculus gyratidens (Markl.) Ericsson
614. Ranunculus gyratifrons (Markl.) Ericsson
615. Ranunculus haasii Soó
616. Ranunculus haastii Hook.f.
617. Ranunculus habbemensis Merr. & L.M.Perry
618. Ranunculus haemanthus Ulbr.
619. Ranunculus haesselbyholmiensis (Julin) Ericsson
620. Ranunculus haglundii (Julin) Ericsson
621. Ranunculus hakkodensis Nakai
622. Ranunculus hallstaensis (Julin) Ericsson
623. Ranunculus hamatosetosus H.Eichler
624. Ranunculus hamiensis J.G.Liu
625. Ranunculus hannae Jasiewicz
626. Ranunculus hannonianus (Demarsin) Ericsson
627. Ranunculus harveyi (A.Gray) Britton
628. Ranunculus hasunumae Kadota
629. Ranunculus hawaiensis A.Gray
630. Ranunculus hayekii Dörfl.
631. Ranunculus hebecarpus Hook. & Arn.
632. Ranunculus hederaceus L.
633. Ranunculus heikkinenii (Markl.) Ericsson
634. Ranunculus hejingensis W.T.Wang
635. Ranunculus helenae Albov
636. Ranunculus helveticus Brodtb.
637. Ranunculus hemicyclodes (Markl.) Ericsson
638. Ranunculus hemicyclodon (Julin) Ericsson
639. Ranunculus hemicyclophyllus (Julin) Ericsson
640. Ranunculus henslowii A.C.Leslie
641. Ranunculus hertfordensis A.C.Leslie
642. Ranunculus heterorrhizus Boiss. & Balansa
643. Ranunculus heterotrichus H.Eichler
644. Ranunculus hetianensis L.Liu
645. Ranunculus heuffelii Soó
646. Ranunculus hevellus Hülsen ex O.Schwarz
647. Ranunculus hibamontanus Kadota
648. Ranunculus hicanostylus (Markl.) Ericsson
649. Ranunculus hilarans (Markl.) Ericsson
650. Ranunculus hillii Lourteig
651. Ranunculus × hiltonii H.Groves & J.Groves
652. Ranunculus himalaicus Kadota
653. Ranunculus hirsutulus W.Koch ex Dunkel
654. Ranunculus hirtellus Royle
655. Ranunculus hispidus Michx.
656. Ranunculus holanthus (Markl.) Ericsson
657. Ranunculus homophyllus Dunkel
658. Ranunculus hondanus Kadota
659. Ranunculus horieanus Kadota
660. Ranunculus hortensis (G.Kvist) Ericsson
661. Ranunculus hortobagyianus Soó
662. Ranunculus hortorum (Julin) Ericsson
663. Ranunculus horwoodii A.C.Leslie
664. Ranunculus hostiliensis Pignatti
665. Ranunculus huainingensis W.T.Wang, Zun Yang & J.Xie
666. Ranunculus humillimus W.T.Wang
667. Ranunculus hungaricus Soó
668. Ranunculus × huttensis A.Wall
669. Ranunculus hybridus Biria
670. Ranunculus hydrocharoides A.Gray
671. Ranunculus hydrophilus Gaudich. ex Mirb.
672. Ranunculus hyperboreus Rottb.
673. Ranunculus hypochromatinus (Markl. ex Fagerstr.) Ericsson
674. Ranunculus hypselus (Markl.) Ericsson
675. Ranunculus hystriculus A.Gray
676. Ranunculus idiophylloides (Markl. ex Fagerstr.) Ericsson
677. Ranunculus idiophyllus (Markl. ex Fagerstr.) Ericsson
678. Ranunculus illudens (Markl.) Ericsson
679. Ranunculus illyricus L.
680. Ranunculus imbricatus A.C.Leslie
681. Ranunculus imitans (Markl.) Ericsson
682. Ranunculus imitator (Julin) Ericsson
683. Ranunculus imparidens (Julin) Ericsson
684. Ranunculus inaequalidens (Markl.) Ericsson
685. Ranunculus inaequalis (Julin) Ericsson
686. Ranunculus inamoenus Greene
687. Ranunculus inaptus (Julin) Ericsson
688. Ranunculus inchoatus (Markl.) Ericsson
689. Ranunculus incisulus (Julin) Ericsson
690. Ranunculus incisurifer (Julin) Ericsson
691. Ranunculus inclinatus (Rasch) Ericsson
692. Ranunculus incomparabilis Janka
693. Ranunculus incompletus (Fagerstr.) Ericsson
694. Ranunculus inconcinnus (Julin) Ericsson
695. Ranunculus inconspectiflorus (Julin) Ericsson
696. Ranunculus inconspectiformis (Markl.) Ericsson
697. Ranunculus inconspectus (Markl.) Ericsson
698. Ranunculus indecorus W.Koch
699. Ranunculus indivisus (Maxim.) Hand.-Mazz.
700. Ranunculus inexspectans Dunkel
701. Ranunculus inextricabilis (Julin) Ericsson
702. Ranunculus infuscus (Julin) Ericsson
703. Ranunculus ingae-taniae Timukhin, Suvorov & Tuniyev
704. Ranunculus inopinus (Markl.) Ericsson
705. Ranunculus insertus G.Simpson
706. Ranunculus insignis Hook.f.
707. Ranunculus integerrimus (Julin) Borch.-Kolb
708. Ranunculus × intermediifolius W.Huber
709. Ranunculus intervallatus (Julin) Ericsson
710. Ranunculus intervallicarens (Julin) Ericsson
711. Ranunculus intramongolicus Y.Z.Zhao
712. Ranunculus intricatifrons (Markl. ex Fagerstr.) Ericsson
713. Ranunculus inundatus R.Br. ex DC.
714. Ranunculus irregularis Dunkel
715. Ranunculus islandicus (Fagerstr. & G.Kvist) Ericsson
716. Ranunculus isophylloides (Julin) Ericsson
717. Ranunculus isophyllus (Julin) Ericsson
718. Ranunculus isthmicus Boiss.
719. Ranunculus istriacus Hörandl & Gutermann
720. Ranunculus jacquemontii Riedl
721. Ranunculus janischevskyi Tzvelev
722. Ranunculus japonicus Thunb.
723. Ranunculus javanicus Blume
724. Ranunculus javorkae Soó
725. Ranunculus jazgulemicus Ovcz.
726. Ranunculus jingyuanensis W.T.Wang
727. Ranunculus jucundus (Markl. ex Fagerstr.) Ericsson
728. Ranunculus jugosus Menadue
729. Ranunculus julinii Ericsson
730. Ranunculus junipericola Ohwi
731. Ranunculus juniperinus M.E.Jones
732. Ranunculus juratensis Brodtb.
733. Ranunculus kadzusensis Makino
734. Ranunculus kajanensis (Markl. ex Fagerstr.) Ericsson
735. Ranunculus kalinensis Jasiewicz
736. Ranunculus karakoramicola Tamura
737. Ranunculus karelicus (Markl.) Ericsson
738. Ranunculus karkaralensis Schegol.
739. Ranunculus karpatianus Soó
740. Ranunculus kauffmannii Clerc
741. Ranunculus × kelchoensis S.D.Webster
742. Ranunculus kemensis (Markl. ex Fagerstr.) Ericsson
743. Ranunculus kemerovensis (G.Kvist) Ericsson
744. Ranunculus keniensis Milne-Redh. & Turrill
745. Ranunculus kevoensis (Fagerstr. & G.Kvist) Ericsson
746. Ranunculus keysseri Schltr. ex Diels
747. Ranunculus kirkii Petrie
748. Ranunculus kitadakeanus Ohwi
749. Ranunculus kitaibelii Soó
750. Ranunculus kitinensis (Fagerstr. & G.Kvist) Ericsson
751. Ranunculus kittilensis (Markl. ex Fagerstr.) Ericsson
752. Ranunculus klingstedtii (Markl.) Ericsson
753. Ranunculus × klukii Zapal.
754. Ranunculus kobendzae Halamski
755. Ranunculus kochii Ledeb.
756. Ranunculus koeiei Rech.f.
757. Ranunculus koelzii Rech.f.
758. Ranunculus kohistanensis Qureshi & Chaudhri
759. Ranunculus komarowii Freyn
760. Ranunculus kopetdaghensis Litv.
761. Ranunculus kosinensis Chugayn.
762. Ranunculus kotschyi Boiss.
763. Ranunculus krassnovii Ovcz.
764. Ranunculus kuepferi Greuter & Burdet
765. Ranunculus kujalae (Fagerstr.) Ericsson
766. Ranunculus kunlunshanicus J.G.Liu
767. Ranunculus kunmingensis W.T.Wang
768. Ranunculus kunzii W.Koch
769. Ranunculus kurdicus Greuter & Burdet
770. Ranunculus kvedbyensis (Julin) Ericsson
771. Ranunculus kvistii (Markl.) Ericsson
772. Ranunculus kykkoensis Meikle
773. Ranunculus kymmenensis Ericsson
774. Ranunculus kyyhkynenii (Markl.) Ericsson
775. Ranunculus labacensis Dunkel
776. Ranunculus lacer (Julin) Ericsson
777. Ranunculus lacerescens (Julin) Ericsson
778. Ranunculus × lacerus C.R.Bell
779. Ranunculus lacinulatus (Julin) Ericsson
780. Ranunculus laestadii Ericsson
781. Ranunculus laetevirens (Markl.) Ericsson
782. Ranunculus laeticolor (Markl.) Ericsson
783. Ranunculus laetifrons (Markl.) Ericsson
784. Ranunculus lambayequensis T.Duncan & Sagást.
785. Ranunculus × lambertii A.Félix
786. Ranunculus lanceolifer Dunkel
787. Ranunculus lancipetalus Griseb.
788. Ranunculus landsorticola (Julin) Ericsson
789. Ranunculus lanuginosus L.
790. Ranunculus lappaceus Sm.
791. Ranunculus lapponicus L.
792. Ranunculus lasiocarpus C.A.Mey.
793. Ranunculus lateriflorus DC.
794. Ranunculus latiangulus (Fagerstr.) Ericsson
795. Ranunculus latiapex (Julin) Ericsson
796. Ranunculus laticrenatus Hörandl & Gutermann
797. Ranunculus latidens (Cedercr.) Ericsson
798. Ranunculus latifolius (Julin) Ericsson
799. Ranunculus latifrons (Julin) Ericsson
800. Ranunculus latiphyllarius Ericsson
801. Ranunculus latisectus W.Koch
802. Ranunculus latisinuatus (Cedercr.) Ericsson
803. Ranunculus latisinus (Julin) Ericsson
804. Ranunculus laurilaensis (Fagerstr. & G.Kvist) Ericsson
805. Ranunculus lawalreei (Demarsin) Ericsson
806. Ranunculus laxicaulis (Torr. & A.Gray) Darby
807. Ranunculus laxus Merr.
808. Ranunculus lechleri Schltdl.
809. Ranunculus × lechneri Murr
810. Ranunculus lecithodes (Markl.) Ericsson
811. Ranunculus lepidulus (Julin) Ericsson
812. Ranunculus lepidus (Markl.) Ericsson
813. Ranunculus leptaleus DC.
814. Ranunculus leptomeris Haas
815. Ranunculus leptophyes (Markl.) Ericsson
816. Ranunculus leptophyllarius (Markl.) Ericsson
817. Ranunculus leptostylus (Fagerstr.) Ericsson
818. Ranunculus × levenensis Druce ex Gornall
819. Ranunculus × ligulatus Melville
820. Ranunculus ligusticus Pignatti
821. Ranunculus limosella F.Muell. ex Kirk
822. Ranunculus limoselloides Turcz.
823. Ranunculus limprichtii Ulbr.
824. Ranunculus linearifidus (Julin) Ericsson
825. Ranunculus linearilobus Bunge
826. Ranunculus linearis (Markl.) Ericsson
827. Ranunculus lingua L.
828. Ranunculus lingulatus Brodtb.
829. Ranunculus linkolae (Markl.) Ericsson
830. Ranunculus litoricola (Julin) Ericsson
831. Ranunculus ljubljanicae Dunkel
832. Ranunculus lobbii (Hiern) A.Gray
833. Ranunculus lobulatus (Kirk) Cockayne
834. Ranunculus lojkae Sommier & Levier
835. Ranunculus lonchophyllarius (Markl.) Ericsson
836. Ranunculus longicaulis Ledeb. ex A.Spreng.
837. Ranunculus longidens (Julin) Ericsson
838. Ranunculus longimammiformis (Julin) Ericsson
839. Ranunculus longimammus (Julin) Ericsson
840. Ranunculus longipes Lange ex Cutanda
841. Ranunculus longipilosus (Julin) Ericsson
842. Ranunculus longirostris Godr.
843. Ranunculus longisectus (Julin) Ericsson
844. Ranunculus longistylus (Nannf.) Ericsson
845. Ranunculus longivaginatus Iranshahr & Rech.f.
846. Ranunculus longziensis W.T.Wang
847. Ranunculus lourteigiae H.Eichler
848. Ranunculus lowii Stapf
849. Ranunculus lucescens Dunkel
850. Ranunculus lucorum (R.Engel) Borch.-Kolb
851. Ranunculus ludovicianus Greene
852. Ranunculus × luizetii Rouy
853. Ranunculus lujiangensis W.T.Wang
854. Ranunculus luminarius Pignatti ex Greuter
855. Ranunculus lunaris Brodtb.
856. Ranunculus lundbyensis (Julin) Ericsson
857. Ranunculus lundevallii (Julin) Ericsson
858. Ranunculus luoergaiensis L.Liu
859. Ranunculus lutchuensis Nakai
860. Ranunculus × lutzii A.Félix
861. Ranunculus luxurians Lourteig
862. Ranunculus luxuriosus (Valta) Ericsson
863. Ranunculus lyallii Hook.f.
864. Ranunculus lyngei (Harry Sm. ex Fagerstr. & G.Kvist) Ericsson
865. Ranunculus lyratus Brodtb.
866. Ranunculus macauleyi A.Gray
867. Ranunculus macilentus (Markl. ex Fagerstr.) Ericsson
868. Ranunculus maclovianus d'Urv.
869. Ranunculus macounii Britton
870. Ranunculus macrantherus (Markl.) Ericsson
871. Ranunculus macranthus Scheele
872. Ranunculus macrocarpellophorus (Julin) Ericsson
873. Ranunculus macrodactylus (Markl.) Ericsson
874. Ranunculus macropetalus DC.
875. Ranunculus macrophyllarius (Markl.) Ericsson
876. Ranunculus macrophyllus Desf.
877. Ranunculus macropodoides Briq.
878. Ranunculus macropus Hook.f.
879. Ranunculus macrorrhynchus Boiss.
880. Ranunculus macrotis Brodtb.
881. Ranunculus maculatus Cockayne & Allan
882. Ranunculus maelarensis (Julin) Ericsson
883. Ranunculus maelbyensis (Julin) Ericsson
884. Ranunculus magnidens (Julin) Ericsson
885. Ranunculus magnifolius (Julin) Ericsson
886. Ranunculus magnimammus (Julin) Ericsson
887. Ranunculus magnitorifer (Julin) Ericsson
888. Ranunculus mainlingensis W.T.Wang
889. Ranunculus makaluensis Kadota
890. Ranunculus malinovskii Elenevsky & Derv.-Sok.
891. Ranunculus mammidens A.C.Leslie
892. Ranunculus mammiformidens (Julin) Ericsson
893. Ranunculus mancus (Markl. ex Fagerstr.) Ericsson
894. Ranunculus mandonianus Wedd.
895. Ranunculus manifestus (Fagerstr.) Ericsson
896. Ranunculus marginatus d'Urv.
897. Ranunculus marginicola Jasiewicz
898. Ranunculus marklundii (Nannf. & Julin) Ericsson
899. Ranunculus marmarosiensis Soó
900. Ranunculus marschlinsii Steud.
901. Ranunculus marsicus Guss. & Ten.
902. Ranunculus mathei Soó
903. Ranunculus matrensis Soó
904. Ranunculus matsudae Hayata ex Masam.
905. Ranunculus mauiensis A.Gray
906. Ranunculus maurochlorus (Markl.) Ericsson
907. Ranunculus mazzettii Erst
908. Ranunculus medians (Markl. ex Fagerstr.) Ericsson
909. Ranunculus mediocompositus Dunkel
910. Ranunculus mediocrifidus (Julin) Ericsson
911. Ranunculus mediocris (Markl. ex Valta) Ericsson
912. Ranunculus mediogracilis Dunkel
913. Ranunculus mediosectus Hörandl & Gutermann
914. Ranunculus medioviridis A.C.Leslie
915. Ranunculus medioximus (Markl.) Ericsson
916. Ranunculus megalocaulis Hörandl & Gutermann
917. Ranunculus megalodon (Julin) Ericsson
918. Ranunculus megalodontoides (Julin) Ericsson
919. Ranunculus meilixueshanicus Kadota & T.L.Ming
920. Ranunculus meinshausenii Schrenk
921. Ranunculus meionophyllus Ericsson
922. Ranunculus melanogynus W.T.Wang
923. Ranunculus melzeri Hörandl & Gutermann
924. Ranunculus membranaceus Royle
925. Ranunculus membranaster (Julin) Ericsson
926. Ranunculus membranifolius (Kirk) Garn.-Jones
927. Ranunculus mendax (Markl.) Ericsson
928. Ranunculus mendosus Hörandl & Gutermann
929. Ranunculus mentiens H.Eichler
930. Ranunculus menyuanensis W.T.Wang
931. Ranunculus mergenthaleri Borch.-Kolb
932. Ranunculus meristus B.G.Briggs & Makinson
933. Ranunculus mesidius (Markl.) Ericsson
934. Ranunculus metabolus (Julin) Ericsson
935. Ranunculus metlikaensis Dunkel
936. Ranunculus metrius (Markl. ex Fagerstr.) Ericsson
937. Ranunculus mexiae (L.D.Benson) T.Duncan
938. Ranunculus mgounicus Quézel
939. Ranunculus michaelis Kovalevsk.
940. Ranunculus micranthus Nutt.
941. Ranunculus micrasterias (Fagerstr.) Ericsson
942. Ranunculus microdon (Markl.) Ericsson
943. Ranunculus microflorus Pakravan
944. Ranunculus micronivalis Hand.-Mazz.
945. Ranunculus microphyllus Hand.-Mazz.
946. Ranunculus migaricus Kem.-Nath. & Chinth.
947. Ranunculus millanii F.Muell.
948. Ranunculus millefoliatus Vahl
949. Ranunculus millefolius Banks & Sol.
950. Ranunculus millii Boiss. & Heldr.
951. Ranunculus mimulus (Markl.) Ericsson
952. Ranunculus mindshelkensis B.Fedtsch.
953. Ranunculus minimifolius H.Eichler
954. Ranunculus minimus (L.) E.H.L.Krause
955. Ranunculus minjanensis Rech.f.
956. Ranunculus minor (L.Liu) W.T.Wang
957. Ranunculus minutiflorus Bertero ex Phil.
958. Ranunculus minutifrons (Markl. ex Valta) Ericsson
959. Ranunculus minutulus (Markl.) Ericsson
960. Ranunculus mirus Garn.-Jones
961. Ranunculus modestifrons (Markl.) Ericsson
962. Ranunculus modestipilosus (Julin) Ericsson
963. Ranunculus moerkoeensis (Julin) Ericsson
964. Ranunculus moeszii Soó
965. Ranunculus mogoltavicus (Popov) Ovcz.
966. Ranunculus monacensis Borch.-Kolb
967. Ranunculus mongolicus (Krylov) Serg.
968. Ranunculus monopetalus (Julin) Ericsson
969. Ranunculus monophyllus Ovcz.
970. Ranunculus monroi Hook.f.
971. Ranunculus monspeliacus L.
972. Ranunculus montanus Willd.
973. Ranunculus montellii (Markl. ex Valta) Ericsson
974. Ranunculus monticola (Demarsin) Ericsson
975. Ranunculus montigenitus L.D.Benson
976. Ranunculus montiswilhelmi P.Royen
977. Ranunculus montserratii Grau
978. Ranunculus moorii W.Koch ex Dunkel
979. Ranunculus morii (Yamam.) Ohwi
980. Ranunculus mosanus (Demarsin) Ericsson
981. Ranunculus mosbachensis Haas
982. Ranunculus moseleyi Hook.f.
983. Ranunculus mosellanus Dunkel
984. Ranunculus muelleri Benth.
985. Ranunculus multicaulis D.Don ex G.Don
986. Ranunculus multidens Dunkel
987. Ranunculus multifidus Forssk.
988. Ranunculus multilobus A.C.Leslie
989. Ranunculus multipartitus (Julin) Ericsson
990. Ranunculus multiscapus Hook.f.
991. Ranunculus multisectus Haas
992. Ranunculus multistamineus (Markl.) Ericsson
993. Ranunculus multistaminifer (Julin) Ericsson
994. Ranunculus munroanus J.R.Drumm. ex Dunn
995. Ranunculus munzurensis Erik & Yild.
996. Ranunculus muonioensis (Montell ex Valta) Ericsson
997. Ranunculus muricatus L.
998. Ranunculus muscigenus W.T.Wang
999. Ranunculus mutinensis Pignatti
1000. Ranunculus myosuroides Boiss. & Kotschy
1001. Ranunculus nankotaizanus Ohwi
1002. Ranunculus nannfeldtii (Julin) Ericsson
1003. Ranunculus nanus Hook.
1004. Ranunculus napahaiensis W.T.Wang & L.Liao
1005. Ranunculus natans C.A.Mey.
1006. Ranunculus neapolitanus Ten.
1007. Ranunculus nematolobus Hand.-Mazz.
1008. Ranunculus nemoricola (Markl.) Ericsson
1009. Ranunculus nemorosifolius Hörandl & Gutermann
1010. Ranunculus neoascendens Dunkel
1011. Ranunculus neocuneatus C.C.Towns.
1012. Ranunculus nephrodes (Markl.) Ericsson
1013. Ranunculus nephromorphus (Julin) Ericsson
1014. Ranunculus nephrophyllus (Julin) Ericsson
1015. Ranunculus neumanii (Julin) Ericsson
1016. Ranunculus nicklesi Borch.-Kolb
1017. Ranunculus niepolomicensis Jasiewicz
1018. Ranunculus nigellus (Julin) Ericsson
1019. Ranunculus nigrescens Freyn
1020. Ranunculus niphophilus B.G.Briggs
1021. Ranunculus nipponicus Nakai
1022. Ranunculus nivalis L.
1023. Ranunculus nivicola Hook.
1024. Ranunculus nodiflorus L.
1025. Ranunculus nontunensis (Julin & Nannf.) Ericsson
1026. Ranunculus noricus Hörandl & Gutermann
1027. Ranunculus notabilis Hörandl & Gutermann
1028. Ranunculus notauricomus A.C.Leslie
1029. Ranunculus nothus (Mela) Ericsson
1030. Ranunculus × novae-forestae S.D.Webster
1031. Ranunculus novae-zelandiae Petrie
1032. Ranunculus nubigenus Humb., Bonpl. & Kunth ex DC.
1033. Ranunculus nubiliviridis A.C.Leslie
1034. Ranunculus nyalamensis W.T.Wang
1035. Ranunculus obesicaulis A.C.Leslie
1036. Ranunculus obesus Trautv.
1037. Ranunculus obliquifolius (Julin) Ericsson
1038. Ranunculus oblongus (Julin) Ericsson
1039. Ranunculus obovatilobatus A.C.Leslie
1040. Ranunculus obovatus (Julin) Ericsson
1041. Ranunculus obscurans (Markl.) Ericsson
1042. Ranunculus obscuraster (Julin) Ericsson
1043. Ranunculus obscurisepalus (Julin) Ericsson
1044. Ranunculus obscuroviridis (Julin) Ericsson
1045. Ranunculus obtruncatus (Markl.) Ericsson
1046. Ranunculus obtusidens (Julin) Ericsson
1047. Ranunculus obtusidentatus W.Koch ex Dunkel
1048. Ranunculus obtusidentiformis (Julin) Ericsson
1049. Ranunculus occidentalis Nutt.
1050. Ranunculus oculatidens (Markl.) Ericsson
1051. Ranunculus oinonenii (Valta) Ericsson
1052. Ranunculus olgae Regel
1053. Ranunculus oligandroides (Markl.) Ericsson
1054. Ranunculus oligandromorphus (Julin) Ericsson
1055. Ranunculus oligandrus (Markl.) Ericsson
1056. Ranunculus oligocarpos Hochst. ex A.Rich.
1057. Ranunculus oligodon Dunkel
1058. Ranunculus oligophyllus Pissjauk.
1059. Ranunculus ollissiponensis Pers.
1060. Ranunculus olofssonii (Markl.) Ericsson
1061. Ranunculus ololeucos J.Lloyd
1062. Ranunculus omiophyllus Ten.
1063. Ranunculus ophiocladus (Markl. ex Fagerstr.) Ericsson
1064. Ranunculus ophioglossifolius Vill.
1065. Ranunculus opimus O.Schwarz
1066. Ranunculus orbicans (Markl.) Ericsson
1067. Ranunculus orbiculatus Blanche
1068. Ranunculus orbifolius (Julin) Ericsson
1069. Ranunculus oreionannos C.Marquand & Airy Shaw
1070. Ranunculus oreophytus Delile
1071. Ranunculus oresterus L.D.Benson
1072. Ranunculus ornatus (Markl.) Ericsson
1073. Ranunculus orozganicus Iranshahr & Rech.f.
1074. Ranunculus orphnodes (Markl.) Ericsson
1075. Ranunculus orthocladus (Markl.) Ericsson
1076. Ranunculus orthorhynchus Hook.
1077. Ranunculus ostrobottnicus (Markl. ex G.Kvist) Ericsson
1078. Ranunculus ovatitoratus (Julin) Ericsson
1079. Ranunculus ovczinnikovii Kovalevsk.
1080. Ranunculus ovessnovii Tzvelev
1081. Ranunculus oxymorphus (Markl.) Ericsson
1082. Ranunculus oxyodon Hörandl & Gutermann
1083. Ranunculus oxyspermus Willd.
1084. Ranunculus oz Christenh. & Byng
1085. Ranunculus pachycarpus B.G.Briggs
1086. Ranunculus pachycaulon (Nevski) Luferov
1087. Ranunculus pachyphyton Ericsson
1088. Ranunculus pachyrrhizus Hook.f.
1089. Ranunculus pacificus (Hultén) L.D.Benson
1090. Ranunculus paishanensis Kitag.
1091. Ranunculus palaeoeuganeus Pignatti
1092. Ranunculus pallasii Schltdl.
1093. Ranunculus palmatifidus Riedl
1094. Ranunculus palmgrenii (Markl.) Ericsson
1095. Ranunculus palmularis O.Schwarz
1096. Ranunculus paltamoensis (Markl. ex Fagerstr.) Ericsson
1097. Ranunculus paludicola (Julin) Ericsson
1098. Ranunculus paludosus Poir.
1099. Ranunculus paludum (Julin) Ericsson
1100. Ranunculus pamiri Korsh.
1101. Ranunculus pangiensis Watt
1102. Ranunculus pankakoskii (Markl. ex Fagerstr.) Ericsson
1103. Ranunculus pannonicus Soó
1104. Ranunculus papilionaceus (Julin) Ericsson
1105. Ranunculus papulentus Melville
1106. Ranunculus papyrocarpus Rech.f., Aellen & Esfand.
1107. Ranunculus paralbertsonii (Rasch) Ericsson
1108. Ranunculus parallelus (Julin) Ericsson
1109. Ranunculus paranephrophyllus (Julin) Ericsson
1110. Ranunculus parcipilosus (Julin) Ericsson
1111. Ranunculus parcisectus (Cedercr.) Ericsson
1112. Ranunculus parnassifolius L.
1113. Ranunculus parobscurans Ericsson
1114. Ranunculus paroicus (Markl. ex Fagerstr.) Ericsson
1115. Ranunculus parvidens A.C.Leslie
1116. Ranunculus parviflorifer (Julin) Ericsson
1117. Ranunculus parviflorus Loefl.
1118. Ranunculus parvirostratus (Nannf.) Ericsson
1119. Ranunculus parvitorifer (Julin) Ericsson
1120. Ranunculus parvitorus (Julin) Ericsson
1121. Ranunculus parvulifactus (Julin) Ericsson
1122. Ranunculus parvulifrons (Markl.) Ericsson
1123. Ranunculus pascuinus (Hook.f.) Melville
1124. Ranunculus pastorum (Harry Sm.) Ericsson
1125. Ranunculus patens (Julin) Ericsson
1126. Ranunculus pathanorum Rech.f.
1127. Ranunculus patulidens (Julin) Ericsson
1128. Ranunculus patulidentiformis (Julin) Ericsson
1129. Ranunculus paucidentatus Schrenk
1130. Ranunculus paucifolius Kirk
1131. Ranunculus paucipetalus A.C.Leslie
1132. Ranunculus pauli-jordani Asch. ex Post
1133. Ranunculus pawlowskii Jasiewicz
1134. Ranunculus pectinatilobus W.T.Wang
1135. Ranunculus pectinifolius (Julin) Ericsson
1136. Ranunculus pedatifidus Sm.
1137. Ranunculus pedatus Waldst. & Kit.
1138. Ranunculus pedemontanus Dunkel
1139. Ranunculus pedicellatus Hand.-Mazz.
1140. Ranunculus pedrottii Spinosi ex Dunkel
1141. Ranunculus peduncularis Sm.
1142. Ranunculus pegaeus Hand.-Mazz.
1143. Ranunculus peltatus Schrank
1144. Ranunculus pendulus (Julin) Ericsson
1145. Ranunculus penicillatus (Dumort.) Bab.
1146. Ranunculus pensylvanicus L.f.
1147. Ranunculus pentadactylus Hörandl & Gutermann
1148. Ranunculus pentameres (Julin) Ericsson
1149. Ranunculus pentandrus J.M.Black
1150. Ranunculus pentodon (Julin) Ericsson
1151. Ranunculus peracris Dunkel
1152. Ranunculus percrassus (Julin) Ericsson
1153. Ranunculus × peredae M.Laínz
1154. Ranunculus perelegans (Cedercr.) Ericsson
1155. Ranunculus perfectiflorus (Julin) Ericsson
1156. Ranunculus perfissus Dunkel
1157. Ranunculus pergamentaceus Ericsson
1158. Ranunculus pergracilis (Julin) Ericsson
1159. Ranunculus perindutus Merr. & L.M.Perry
1160. Ranunculus permiensis Chugayn.
1161. Ranunculus perpusillus Merr. & L.M.Perry
1162. Ranunculus persicus DC.
1163. Ranunculus peruvianus Pers.
1164. Ranunculus petaloideus A.C.Leslie
1165. Ranunculus petiolaris Humb., Bonpl. & Kunth ex DC.
1166. Ranunculus petiolosus (Julin) Ericsson
1167. Ranunculus petriei Allan
1168. Ranunculus petroczenkoi Vodop. ex Timokhina
1169. Ranunculus petrogeiton Ulbr.
1170. Ranunculus petroselinus Biria
1171. Ranunculus peyronii Briq.
1172. Ranunculus phaulanthus (Markl. ex Fagerstr.) Ericsson
1173. Ranunculus philippinensis Merr. & Rolfe
1174. Ranunculus philopadus Dunkel
1175. Ranunculus phragmiteti Haas
1176. Ranunculus pianmaensis W.T.Wang
1177. Ranunculus pichleri Freyn ex Stapf
1178. Ranunculus pilicauliformis (Julin) Ericsson
1179. Ranunculus pilicaulis (Julin) Ericsson
1180. Ranunculus pilifer (F.J.F.Fisher) Heenan & P.J.Lockh.
1181. Ranunculus piliger (Julin) Ericsson
1182. Ranunculus pilipes (Markl.) Ericsson
1183. Ranunculus pilisiensis Soó
1184. Ranunculus pilosifrons (Markl. ex Fagerstr.) Ericsson
1185. Ranunculus pilulatus (Markl. ex Fagerstr.) Ericsson
1186. Ranunculus pimpinellifolius Hook.
1187. Ranunculus pinardii (Steven) Boiss.
1188. Ranunculus pindicola Dunkel
1189. Ranunculus pinguescens (Markl.) Ericsson
1190. Ranunculus pinguifolius (Rasch) Ericsson
1191. Ranunculus pinguis Hook.f.
1192. Ranunculus pinnatisectus Popov
1193. Ranunculus platanifolius L.
1194. Ranunculus platensis Spreng.
1195. Ranunculus platybasis (Markl. ex Fagerstr.) Ericsson
1196. Ranunculus platycolpoides (Markl.) Ericsson
1197. Ranunculus platycolpus (Markl.) Ericsson
1198. Ranunculus platyloboides (Julin) Ericsson
1199. Ranunculus platylobus (Julin) Ericsson
1200. Ranunculus platyodon (Markl. ex Fagerstr.) Ericsson
1201. Ranunculus platypetalus (Hand.-Mazz.) Hand.-Mazz.
1202. Ranunculus platyspermus Fisch. ex DC.
1203. Ranunculus plavensis Dunkel
1204. Ranunculus plebeius R.Br. ex DC.
1205. Ranunculus pleiophyllus Dunkel
1206. Ranunculus plesiolobus (Markl.) Ericsson
1207. Ranunculus podocarpus W.T.Wang
1208. Ranunculus × poellianus Murr
1209. Ranunculus pohleanus Tzvelev
1210. Ranunculus poldinii Dunkel
1211. Ranunculus poldinioides Dunkel
1212. Ranunculus polii Franch. ex F.B.Forbes & Hemsl.
1213. Ranunculus pollinensis (N.Terracc.) Chiov.
1214. Ranunculus poluninii P.H.Davis
1215. Ranunculus polyandrus (Julin) Ericsson
1216. Ranunculus × polyanthemoides Boreau
1217. Ranunculus polyanthemos L.
1218. Ranunculus polyanthus (Julin) Ericsson
1219. Ranunculus polycarpus (Julin) Ericsson
1220. Ranunculus polydactyloides (Julin) Ericsson
1221. Ranunculus polydactylus (Julin) Ericsson
1222. Ranunculus polymeres (Julin) Ericsson
1223. Ranunculus polymorphus All.
1224. Ranunculus polyphyllus Waldst. & Kit. ex Willd.
1225. Ranunculus polyrhizos Stephan ex Willd.
1226. Ranunculus polyschistoides (Julin) Ericsson
1227. Ranunculus polyschistus (Markl.) Ericsson
1228. Ranunculus polystichus Lourteig
1229. Ranunculus ponojensis (Markl.) Ericsson
1230. Ranunculus popovii Ovcz.
1231. Ranunculus populago Greene
1232. Ranunculus porraceus Ericsson
1233. Ranunculus porrectidens (Julin) Ericsson
1234. Ranunculus porrectifidus (Julin) Ericsson
1235. Ranunculus porrectilobus (Julin) Ericsson
1236. Ranunculus porrectus G.Simpson
1237. Ranunculus porteri Britton
1238. Ranunculus pospichalii Pignatti
1239. Ranunculus potaninii Kom.
1240. Ranunculus praecellans (Markl. ex Fagerstr.) Ericsson
1241. Ranunculus praemorsus Humb., Bonpl. & Kunth ex DC.
1242. Ranunculus praetermissus Hörandl & Gutermann
1243. Ranunculus prasinaster (Julin) Ericsson
1244. Ranunculus prasinulus (Julin) Ericsson
1245. Ranunculus prasinus Menadue
1246. Ranunculus pratensis C.Presl
1247. Ranunculus × preaubertii A.Félix
1248. Ranunculus preptanthus (Markl. ex Fagerstr.) Ericsson
1249. Ranunculus × prietoi Cires
1250. Ranunculus prionodes (Markl.) Ericsson
1251. Ranunculus probiflorus (Markl. ex Fagerstr.) Ericsson
1252. Ranunculus procumbens Boiss.
1253. Ranunculus procurrens (Julin) Ericsson
1254. Ranunculus procurrentidens (Markl. ex Fagerstr.) Ericsson
1255. Ranunculus procurrentiformis (Julin) Ericsson
1256. Ranunculus productus B.G.Briggs
1257. Ranunculus prolifer Reinw. ex de Vriese
1258. Ranunculus prolixidens (Markl. ex Fagerstr.) Ericsson
1259. Ranunculus prolixifidus (Julin) Ericsson
1260. Ranunculus prolixitorus (Markl.) Ericsson
1261. Ranunculus prominentilobus A.C.Leslie
1262. Ranunculus pronicus A.K.Skvortsov
1263. Ranunculus propinquilobus (Markl.) Ericsson
1264. Ranunculus propinquus C.A.Mey.
1265. Ranunculus prorsidens (Markl.) Ericsson
1266. Ranunculus prosotatus Ericsson
1267. Ranunculus prosseri Dunkel
1268. Ranunculus protendens (Julin) Ericsson
1269. Ranunculus psepharus (Markl. ex Fagerstr.) Ericsson
1270. Ranunculus pseudacutiusculus (Markl.) Ericsson
1271. Ranunculus pseudalsaticus Dunkel
1272. Ranunculus pseudargoviensis Dunkel
1273. Ranunculus pseudoacris Tzvelev
1274. Ranunculus pseudoaemulans R.Doll
1275. Ranunculus pseudobinatus Soó
1276. Ranunculus pseudobscurans (Markl. ex Fagerstr.) Ericsson
1277. Ranunculus pseudocassubicus (Christ) Christ ex W.Koch
1278. Ranunculus pseudofluitans (Syme) Newbould ex Baker & Foggitt
1279. Ranunculus pseudohirculus (Trautv.) Schrenk
1280. Ranunculus pseudoincisifolius Soó
1281. Ranunculus pseudolobatus L.Liu
1282. Ranunculus pseudolowii H.Eichler
1283. Ranunculus pseudomillefoliatus Grau
1284. Ranunculus pseudomonophyllus Timokhina
1285. Ranunculus pseudomontanus Schur
1286. Ranunculus pseudopimus O.Schwarz
1287. Ranunculus pseudopygmaeus Hand.-Mazz.
1288. Ranunculus pseudosilvicola Soó
1289. Ranunculus pseudotrullifolius Skottsb.
1290. Ranunculus pseudovertumnalis Haas
1291. Ranunculus psilophyllus H.Eichler
1292. Ranunculus psilostachys Griseb.
1293. Ranunculus psiloticus (Fagerstr.) Ericsson
1294. Ranunculus pskemensis V.N.Pavlov
1295. Ranunculus psychrophilus Wedd.
1296. Ranunculus puberulus W.Koch
1297. Ranunculus pubitorus A.C.Leslie
1298. Ranunculus pulchellus C.A.Mey.
1299. Ranunculus pulcher (Julin) Ericsson
1300. Ranunculus pulchridentatus (Cedercr.) Ericsson
1301. Ranunculus pulchrifrons (Julin) Ericsson
1302. Ranunculus pullaster (Julin) Ericsson
1303. Ranunculus pullus (Markl.) Ericsson
1304. Ranunculus pulsatillifolius Litv.
1305. Ranunculus pumilio R.Br. ex DC.
1306. Ranunculus punctatus Jurtzev
1307. Ranunculus puringii Tzvelev
1308. Ranunculus pusillicans (Julin) Ericsson
1309. Ranunculus pusillidens (Markl. ex Fagerstr.) Ericsson
1310. Ranunculus pusillus Poir.
1311. Ranunculus pycnodon (Markl.) Ericsson
1312. Ranunculus pygmaeus Wahlenb.
1313. Ranunculus pyrenaeus L.
1314. Ranunculus quadrivaginatus (Valta) Ericsson
1315. Ranunculus quinatus Brodtb.
1316. Ranunculus quinquangularis (Julin) Ericsson
1317. Ranunculus raddeanus Regel
1318. Ranunculus radicans C.A.Mey.
1319. Ranunculus radinotrichus Greuter & Strid
1320. Ranunculus raeae Exell
1321. Ranunculus ranceorum de Lange
1322. Ranunculus rantae (Fagerstr.) Ericsson
1323. Ranunculus rapaicsianus Soó
1324. Ranunculus rastetteri Dunkel
1325. Ranunculus ratisbonensis Dunkel
1326. Ranunculus recens Kirk
1327. Ranunculus rectiangulus (Julin) Ericsson
1328. Ranunculus recticaulis Hörandl & Gutermann
1329. Ranunculus rectilobus A.C.Leslie
1330. Ranunculus rectirostris Coss. & Durieu
1331. Ranunculus rectistylus (Julin) Ericsson
1332. Ranunculus recurvatus Poir.
1333. Ranunculus recurvens (Fagerstr. & G.Kvist) Ericsson
1334. Ranunculus reflexus Garn.-Jones
1335. Ranunculus regelianus Ovcz.
1336. Ranunculus regularis (Fagerstr.) Ericsson
1337. Ranunculus reichenbachii Soó
1338. Ranunculus reichertii Dunkel
1339. Ranunculus remotilobus Dunkel
1340. Ranunculus reniformis Wall. ex Wight & Arn.
1341. Ranunculus reniger (Julin) Ericsson
1342. Ranunculus renzii Iranshahr & Rech.f.
1343. Ranunculus repens L.
1344. Ranunculus reptabundus Rupr.
1345. Ranunculus reptans L.
1346. Ranunculus resvoll-holmseniae (Fagerstr. & G.Kvist) Ericsson
1347. Ranunculus retroflexus (Julin) Ericsson
1348. Ranunculus retusatus (Julin) Ericsson
1349. Ranunculus retusidens (Markl.) Ericsson
1350. Ranunculus retusifolius (Markl.) Ericsson
1351. Ranunculus retusiformis (Rasch) Ericsson
1352. Ranunculus retusus (Julin) Ericsson
1353. Ranunculus reuterianus Boiss.
1354. Ranunculus revelierei Boreau
1355. Ranunculus revuschkinii Pjak & Schegol.
1356. Ranunculus rheithroplesius (Markl.) Ericsson
1357. Ranunculus rhombilobus Borch.-Kolb
1358. Ranunculus rhomboideus Goldie
1359. Ranunculus rigescens Turcz. ex Trautv.
1360. Ranunculus rigidifolius (Markl. ex Fagerstr.) Ericsson
1361. Ranunculus rionii Lagger
1362. Ranunculus robertsonii Benth.
1363. Ranunculus roborascens (Markl. ex Fagerstr.) Ericsson
1364. Ranunculus robusticaulis (Julin) Ericsson
1365. Ranunculus robustifolius (Julin) Ericsson
1366. Ranunculus robustifrons (Markl.) Ericsson
1367. Ranunculus roessleri Borch.-Kolb
1368. Ranunculus × rohlenae Domin
1369. Ranunculus rostratulus Borch.-Kolb
1370. Ranunculus rotarius (Markl.) Ericsson
1371. Ranunculus rotundatus Borch.-Kolb
1372. Ranunculus rotundellus (Markl.) Ericsson
1373. Ranunculus rotundidens (Julin) Ericsson
1374. Ranunculus rotundilobus A.C.Leslie
1375. Ranunculus royi G.Simpson
1376. Ranunculus rubellinodes (Markl. ex Fagerstr.) Ericsson
1377. Ranunculus rubellus (Julin) Ericsson
1378. Ranunculus rubicundulus (Markl. ex Fagerstr.) Ericsson
1379. Ranunculus rubrocalyx Regel ex Kom.
1380. Ranunculus rubrosepalus (Julin) Ericsson
1381. Ranunculus rubroviolaceus (Julin) Ericsson
1382. Ranunculus rufosepalus Franch.
1383. Ranunculus rugegensis Engl.
1384. Ranunculus rumelicus Griseb.
1385. Ranunculus ruscinonensis Landolt
1386. Ranunculus sabinei R.Br.
1387. Ranunculus saelanii (Fagerstr.) Ericsson
1388. Ranunculus sagittifolius Hook.
1389. Ranunculus sahendicus Boiss. & Buhse
1390. Ranunculus sajanensis Popov
1391. Ranunculus salasii Standl.
1392. Ranunculus samojedorum Rupr.
1393. Ranunculus sandemarensis (Julin) Ericsson
1394. Ranunculus sandwithii Lourteig
1395. Ranunculus saniculifolius Viv.
1396. Ranunculus sapozhnikovii Schegol.
1397. Ranunculus sarasiniorum Warb. ex P.Sarasin & Sarasin
1398. Ranunculus sardous Crantz
1399. Ranunculus sartorianus Boiss. & Heldr.
1400. Ranunculus saruwagedicus H.Eichler
1401. Ranunculus saturicolor (Markl. ex Fagerstr.) Ericsson
1402. Ranunculus savonicus (Markl. ex Fagerstr.) Ericsson
1403. Ranunculus scalaridens (Markl.) Ericsson
1404. Ranunculus scaldianus (Demarsin) Ericsson
1405. Ranunculus scapiger Hook.
1406. Ranunculus sceleratus L.
1407. Ranunculus schennikovii Ovcz. ex Tzvelev
1408. Ranunculus schilleri Soó
1409. Ranunculus schischkinii Revuschkin
1410. Ranunculus schmakovii Erst
1411. Ranunculus schmalhausenii Luferov
1412. Ranunculus schoddei H.Eichler ex P.Royen
1413. Ranunculus schurianus Soó
1414. Ranunculus schwarzii Jasiewicz
1415. Ranunculus schweinfurthii Boiss.
1416. Ranunculus × scissus W.Huber
1417. Ranunculus scotinus (Markl.) Ericsson
1418. Ranunculus scrithalis Garn.-Jones
1419. Ranunculus sect. auricomus (Spach) Tamura
1420. Ranunculus × segretii A.Félix
1421. Ranunculus seguieri Vill.
1422. Ranunculus semicassubicus (Markl.) Ericsson
1423. Ranunculus semiorbicularis (Julin) Ericsson
1424. Ranunculus septempartitus Ericsson
1425. Ranunculus sepulcralis A.C.Leslie
1426. Ranunculus serbicus Vis.
1427. Ranunculus sericeus Banks & Sol.
1428. Ranunculus sericocephalus Hook.f.
1429. Ranunculus sericophyllus Hook.f.
1430. Ranunculus serpens Schrank
1431. Ranunculus serratifrons (Markl.) Ericsson
1432. Ranunculus serratus (Julin) Ericsson
1433. Ranunculus sessiliflorus R.Br. ex DC.
1434. Ranunculus sessilis (S.Watson) Christenh. & Byng
1435. Ranunculus setaceus Rodway
1436. Ranunculus sewerzowii Regel
1437. Ranunculus shanyangensis M.R.Luo & L.Zhao
1438. Ranunculus shinano-alpinus Ohwi
1439. Ranunculus siamensis M.Tamura
1440. Ranunculus sibboensis (Markl.) Ericsson
1441. Ranunculus sidereus (Julin) Ericsson
1442. Ranunculus sieboldii Miq.
1443. Ranunculus sierrae-orientalis (L.D.Benson) G.L.Nesom
1444. Ranunculus sikkimensis Hand.-Mazz.
1445. Ranunculus silanus Pignatti
1446. Ranunculus silerifolius H.Lév.
1447. Ranunculus silvestris (Julin) Ericsson
1448. Ranunculus simensis Fresen.
1449. Ranunculus similis Hemsl.
1450. Ranunculus simplicior (Fagerstr. & G.Kvist) Ericsson
1451. Ranunculus simulans Garn.-Jones
1452. Ranunculus sinclairii Hook.f.
1453. Ranunculus singularis (Fagerstr. & G.Kvist) Ericsson
1454. Ranunculus sinovaginatus W.T.Wang
1455. Ranunculus sintenisii Freyn
1456. Ranunculus sippolaensis (Fagerstr.) Ericsson
1457. Ranunculus sjoersii (Julin & Nannf.) Ericsson
1458. Ranunculus slovacus Soó
1459. Ranunculus smirnovii Ovcz.
1460. Ranunculus snaeckstavikensis (Julin) Ericsson
1461. Ranunculus sojakii Iranshahr & Rech.f.
1462. Ranunculus sonckii (Markl. ex G.Kvist) Ericsson
1463. Ranunculus songaricus Schrenk
1464. Ranunculus sooi Borsos
1465. Ranunculus sorviodurus Dunkel
1466. Ranunculus sosnowskyi Kem.-Nath.
1467. Ranunculus sotkamoensis Ericsson
1468. Ranunculus spado (Julin) Ericsson
1469. Ranunculus spaniophyllus Lourteig
1470. Ranunculus sparsipubescens (Demarsin) Ericsson
1471. Ranunculus spathulilobus A.C.Leslie
1472. Ranunculus spectabilis (Markl.) Ericsson
1473. Ranunculus spegazzinii Lourteig
1474. Ranunculus sphaerospermus Boiss. & C.I.Blanche
1475. Ranunculus sphinx Brodtb.
1476. Ranunculus spicatus Desf.
1477. Ranunculus spissidens (Markl. ex Fagerstr.) Ericsson
1478. Ranunculus spissus (Julin) Ericsson
1479. Ranunculus × spitsbergensis Hadac
1480. Ranunculus sprunerianus Boiss.
1481. Ranunculus spryginii Tzvelev
1482. Ranunculus stabilis (Markl.) Ericsson
1483. Ranunculus stagnalis Hochst. ex A.Rich.
1484. Ranunculus staubii Soó
1485. Ranunculus stellaris Brodtb.
1486. Ranunculus stenocolpus (Markl. ex Fagerstr.) Ericsson
1487. Ranunculus stenodes (Cedercr.) Ericsson
1488. Ranunculus stenodon (Markl.) Ericsson
1489. Ranunculus stenorhynchus Franch.
1490. Ranunculus stenoschistus (Markl.) Ericsson
1491. Ranunculus stewartii Riedl
1492. Ranunculus stipitatilobus A.C.Leslie
1493. Ranunculus stipitatus A.C.Leslie
1494. Ranunculus stojanovii Delip.
1495. Ranunculus straussii Bornm.
1496. Ranunculus stricticaulis W.Koch
1497. Ranunculus strigillosus Boiss. & A.Huet
1498. Ranunculus strigulosus Schur
1499. Ranunculus strongylus (Markl. ex Fagerstr.) Ericsson
1500. Ranunculus stylosus H.D.Wilson & Garn.-Jones
1501. Ranunculus styriacus Hörandl & Gutermann
1502. Ranunculus × subacri-bulbosus Wesm.
1503. Ranunculus subbrevis (Julin) Ericsson
1504. Ranunculus subcarniolicus Dunkel
1505. Ranunculus subcarpaticus Soó
1506. Ranunculus subconjungens (Markl.) Ericsson
1507. Ranunculus subcorymbosus Kom.
1508. Ranunculus subcrassus (Julin) Ericsson
1509. Ranunculus subdecumbens (Nannf. & Harry Sm.) Ericsson
1510. Ranunculus subfirmicaulis (Markl.) Ericsson
1511. Ranunculus subfuscus (Julin) Ericsson
1512. Ranunculus subglaber (Julin) Ericsson
1513. Ranunculus subglaucescens (Nannf.) Ericsson
1514. Ranunculus subglechomoides Dunkel
1515. Ranunculus × subhirsutus Brügger
1516. Ranunculus subhomophyllus (Halácsy) Vierh.
1517. Ranunculus subindivisus (Markl.) Ericsson
1518. Ranunculus subinermis (Fagerstr.) Ericsson
1519. Ranunculus sublaetevirens (Julin) Ericsson
1520. Ranunculus sublinearis (Markl. ex G.Kvist) Ericsson
1521. Ranunculus sublongimammus (Julin) Ericsson
1522. Ranunculus submarginatus Ovcz.
1523. Ranunculus subnemoricola (Markl.) Ericsson
1524. Ranunculus subobtusulus (Julin) Ericsson
1525. Ranunculus suborbicularis Dunkel
1526. Ranunculus subpannonicus Soó
1527. Ranunculus subpinnatus Wight & Arn.
1528. Ranunculus subrigescens Ovcz.
1529. Ranunculus subrigidus W.B.Drew
1530. Ranunculus subrobustus (Julin) Ericsson
1531. Ranunculus subscaposus Hook.f.
1532. Ranunculus subtatricus Jasiewicz
1533. Ranunculus subtectus (Fagerstr.) Ericsson
1534. Ranunculus subtenuis (Markl.) Ericsson
1535. Ranunculus subtilis Trautv.
1536. Ranunculus subtruncatus W.Koch ex Brodtb.
1537. Ranunculus subvastisectus Ericsson
1538. Ranunculus sudermannicus Ericsson
1539. Ranunculus suevicus Borch.-Kolb
1540. Ranunculus sulphureus Sol.
1541. Ranunculus sundaicus (Backer) H.Eichler
1542. Ranunculus sundinii (Julin) Ericsson
1543. Ranunculus supernumerarius (Julin) Ericsson
1544. Ranunculus supracondemiensis Grau, Ehr.Bayer & G.López
1545. Ranunculus supramedialis (Julin) Ericsson
1546. Ranunculus suprasilvaticus Dunkel
1547. Ranunculus surrejanus A.C.Leslie
1548. Ranunculus suukensis N.Busch
1549. Ranunculus svirensis (Markl.) Ericsson
1550. Ranunculus sychnodon (Markl.) Ericsson
1551. Ranunculus sychnoschistus (Cedercr.) Ericsson
1552. Ranunculus sylviae Gamisans
1553. Ranunculus sylvicola (Wimm. & Grab.) A.Nyár.
1554. Ranunculus symmetricidens A.C.Leslie
1555. Ranunculus symmetrus (Markl.) Ericsson
1556. Ranunculus szaferi Jasiewicz
1557. Ranunculus tabescens (Fagerstr.) Ericsson
1558. Ranunculus tachiroi Franch. & Sav.
1559. Ranunculus taigaensis Timokhina
1560. Ranunculus taisanensis Hayata
1561. Ranunculus taiwanensis Y.C.Liu & F.Y.Lu
1562. Ranunculus tehuelchicus Christenh. & Byng
1563. Ranunculus tembensis Fresen.
1564. Ranunculus tenebricans (Markl.) Ericsson
1565. Ranunculus tenebricaster (Julin) Ericsson
1566. Ranunculus tenebrosus (Markl.) Ericsson
1567. Ranunculus tenerescens (Markl.) Ericsson
1568. Ranunculus teneriusculus (Markl. ex Fagerstr.) Ericsson
1569. Ranunculus tengchongensis W.T.Wang
1570. Ranunculus tenuilobus Regel ex Kom.
1571. Ranunculus tenuirostrus J.Q.Fu
1572. Ranunculus tenuisectus (Julin) Ericsson
1573. Ranunculus tenuistylus (Markl. ex Fagerstr.) Ericsson
1574. Ranunculus termei Iranshahr & Rech.f.
1575. Ranunculus ternatifolius Kirk
1576. Ranunculus ternatus Thunb.
1577. Ranunculus tersiflorus (Valta) Ericsson
1578. Ranunculus testiculatus Crantz
1579. Ranunculus tetrandrus W.T.Wang
1580. Ranunculus thasius Halácsy
1581. Ranunculus thora L.
1582. Ranunculus thracicus Azn.
1583. Ranunculus tinctapex Ericsson
1584. Ranunculus tinctigemmatus (Markl.) Ericsson
1585. Ranunculus tinctisepalus (Markl.) Ericsson
1586. Ranunculus tinctivaginatus (Julin) Ericsson
1587. Ranunculus toftensis A.C.Leslie
1588. Ranunculus tongrenensis W.T.Wang
1589. Ranunculus tornensis (Markl. ex Fagerstr.) Ericsson
1590. Ranunculus totipetalus A.C.Leslie
1591. Ranunculus trahens (T.Duncan) G.L.Nesom
1592. Ranunculus transalaicus Tzvelev
1593. Ranunculus transiens (Vollm.) Borch.-Kolb
1594. Ranunculus transiliensis Popov ex Gamajun.
1595. Ranunculus transkuopioensis (Markl.) Ericsson
1596. Ranunculus transtibiscensis Soó
1597. Ranunculus transversalis (Julin) Ericsson
1598. Ranunculus tranzschelii (Fagerstr.) Ericsson
1599. Ranunculus trautmannii Soó
1600. Ranunculus triangularis W.T.Wang
1601. Ranunculus trichocarpus Boiss. & Kotschy
1602. Ranunculus trichophyllus Chaix
1603. Ranunculus trichopus (Julin) Ericsson
1604. Ranunculus tridactylus H.Eichler
1605. Ranunculus tridens Ridl.
1606. Ranunculus tridentifer (Markl.) Ericsson
1607. Ranunculus trigonus Hand.-Mazz.
1608. Ranunculus trilobulatus (Julin) Ericsson
1609. Ranunculus trilobus Desf.
1610. Ranunculus trinus (Markl. ex Fagerstr.) Ericsson
1611. Ranunculus tripartitus DC.
1612. Ranunculus triplex (Julin) Ericsson
1613. Ranunculus triplodontus Melville
1614. Ranunculus trisulcus (Markl. ex Fagerstr.) Ericsson
1615. Ranunculus triternatus A.Gray
1616. Ranunculus trivedii Aswal & Mehrotra
1617. Ranunculus trivialis (Julin) Ericsson
1618. Ranunculus trullifolius Hook.f.
1619. Ranunculus truniacus Hörandl & Gutermann
1620. Ranunculus tuberosus Lapeyr.
1621. Ranunculus turczaninovii (Luferov) Vorosch.
1622. Ranunculus tureholmiensis (Julin) Ericsson
1623. Ranunculus turkestanicus Franch.
1624. Ranunculus turneri Greene
1625. Ranunculus tusbyensis (Markl.) Ericsson
1626. Ranunculus tutus (Fagerstr. & G.Kvist) Ericsson
1627. Ranunculus tuvinicus Erst
1628. Ranunculus udicola Hörandl & Gutermann
1629. Ranunculus uncinatus D.Don ex G.Don
1630. Ranunculus uncostigma Merr. & L.M.Perry
1631. Ranunculus undosus Melville
1632. Ranunculus unguis-cati P.H.Davis
1633. Ranunculus unipetalus A.C.Leslie
1634. Ranunculus uniradicatus W.T.Wang
1635. Ranunculus uplandicus Ericsson
1636. Ranunculus urbicola (Fagerstr. & G.Kvist) Ericsson
1637. Ranunculus urjalensis (Markl.) Ericsson
1638. Ranunculus urvilleanus Cheeseman
1639. Ranunculus uryuensis Kadota
1640. Ranunculus ustulatus (Markl. ex Fagerstr.) Ericsson
1641. Ranunculus uttaranchalensis Pusalkar & D.K.Singh
1642. Ranunculus uxoris (Julin) Ericsson
1643. Ranunculus vadincisus A.C.Leslie
1644. Ranunculus vaginifer (Julin & Nannf.) Ericsson
1645. Ranunculus valdesii Grau
1646. Ranunculus × valesiacus Suter
1647. Ranunculus validicaulis A.C.Leslie
1648. Ranunculus validus (Markl.) Ericsson
1649. Ranunculus valtae (Fagerstr.) Ericsson
1650. Ranunculus vanensis P.H.Davis
1651. Ranunculus vanneromii (Demarsin) Ericsson
1652. Ranunculus varangerensis (Fagerstr. & G.Kvist) Ericsson
1653. Ranunculus variabilis Hörandl & Gutermann
1654. Ranunculus variantifrons (Markl. ex Fagerstr.) Ericsson
1655. Ranunculus varicus O.Schwarz
1656. Ranunculus varipetalus A.C.Leslie
1657. Ranunculus vastifolius (Julin) Ericsson
1658. Ranunculus vastisectus (Markl.) Ericsson
1659. Ranunculus velutinus Ten.
1660. Ranunculus venetus Huter ex Landolt
1661. Ranunculus venustus (Julin) Ericsson
1662. Ranunculus vermirrhizus A.P.Khokhr.
1663. Ranunculus vernus K.F.Schimp. & Spenn.
1664. Ranunculus veronicae N.Böhling
1665. Ranunculus verticillatus Kirk
1666. Ranunculus vertumnaliformis Dunkel
1667. Ranunculus vertumnalis O.Schwarz
1668. Ranunculus vertumnus (C.D.K.Cook) Luferov
1669. Ranunculus vestergrenii (Julin) Ericsson
1670. Ranunculus viadensis (Julin) Ericsson
1671. Ranunculus viburgensis (Markl.) Ericsson
1672. Ranunculus victoriensis B.G.Briggs
1673. Ranunculus villarsii DC.
1674. Ranunculus villosus DC.
1675. Ranunculus vindobonensis Hörandl & Gutermann
1676. Ranunculus vinicae Dunkel
1677. Ranunculus viridis H.D.Wilson & Garn.-Jones
1678. Ranunculus viridissimus A.C.Leslie
1679. Ranunculus viriditorus (Markl. ex Fagerstr.) Ericsson
1680. Ranunculus × virzionensis A.Félix
1681. Ranunculus vitellinus (Markl. ex Fagerstr.) Ericsson
1682. Ranunculus vjatkensis Tzvelev
1683. Ranunculus volkensii Engl.
1684. Ranunculus vorkutensis Tzvelev
1685. Ranunculus vulgoramosus A.P.Khokhr.
1686. Ranunculus vuolijokiensis Ericsson
1687. Ranunculus vvedenskyi Ovcz.
1688. Ranunculus vytegrensis (Fagerstr.) Ericsson
1689. Ranunculus wahgiensis H.Eichler
1690. Ranunculus wallichianus Wight & Arn.
1691. Ranunculus walo-kochii Hörandl & Gutermann
1692. Ranunculus waltersii A.C.Leslie
1693. Ranunculus wangianus Q.E.Yang
1694. Ranunculus waziristanicus Qureshi & Chaudhri
1695. Ranunculus weberbaueri (Ulbr.) Lourteig
1696. Ranunculus weddellii Lourteig
1697. Ranunculus wendelboi Iranshahr & Rech.f.
1698. Ranunculus wettsteinii Dörfl.
1699. Ranunculus weyleri Marès
1700. Ranunculus wilanderi (Nath.) Á.Löve & D.Löve
1701. Ranunculus wraberi Pignatti
1702. Ranunculus wrayensis A.C.Leslie
1703. Ranunculus wutaishanicus W.T.Wang
1704. Ranunculus xinningensis W.T.Wang
1705. Ranunculus yanshanensis W.T.Wang
1706. Ranunculus yaoanus W.T.Wang
1707. Ranunculus yatsugatakensis Honda & Kumaz.
1708. Ranunculus yechengensis W.T.Wang
1709. Ranunculus yinshanensis (Y.Z.Zhao) Y.Z.Zhao
1710. Ranunculus yunnanensis Franch.
1711. Ranunculus × yvesii Burnat
1712. Ranunculus zaghei Parsa
1713. Ranunculus zapalowiczii Pacz.
1714. Ranunculus zaplatys (Julin) Ericsson
1715. Ranunculus zenjanensis Iranshahr & Rech.f.
1716. Ranunculus zhouquensis W.T.Wang
1717. Ranunculus zhungdianensis W.T.Wang
1718. Ranunculus zinselianus Dunkel
1719. Ranunculus zmudae Jasiewicz